# Morada do Sol (Imbé)
Morada do Sol é uma praia brasileira do estado do Rio Grande do Sul.
É um dos balneários que compõem a orla marítima de Imbé, município que faz divisa pelo litoral com Osório ao norte, e com Tramandaí ao sul, e que tem como vias de acesso a RS-389, conhecida como Estrada do Mar, e a BR-290 para quem vem de Porto Alegre e região metropolitana.
Destaque para a avenida Paraguassú, que atravessa todo o balneário e em cujas margens há vários estabelecimentos comerciais que servem à população fixa e a flutuante desta praia.
Comparando-se distâncias deste balneário com as capitais mais próximas e tomando-se como ponto de partida a sede de Imbé, a distância é de 130 quilômetros de Porto Alegre e 348 quilômetros de Florianópolis.